# Carmela Cantisani
Carmela Cantisani es una esquiadora italiana de esquí alpino adaptado. 
Representó a Italia en los Juegos Paralímpicos de Invierno de Innsbruck de 1988 y ganó la medalla de bronce en el evento de esquí alpino adaptado B1 de descenso femenino. Fue la única medalla femenina durante estos Juegos.
También ganó las medallas de oro en el Tercer Campeonato Mundial de Esquí para Discapacitados de 1986 realizado en Suecia en los eventos de Giant Slalom B1 y Downhill B1 de las categorías femeninas.